# アパフィ・ミハーイ2世
アパフィ・ミハーイ2世（II. Apafi Mihály, 1676年10月13日 - 1713年2月1日）は、ハンガリー人のトランシルヴァニア公（在位：1681年 - 1692年）。トランシルヴァニア公アパフィ・ミハーイ1世と、その妻ボルネミッサ・アンナ（hu:Bornemissza Anna）の間に生まれた息子。

## 生涯
1681年より父の共同統治者となり、オスマン帝国より公位の相続者として認められた。しかし父が死ぬと、オスマン帝国は反ハプスブルク派のハンガリー王位要求者だったテケリ・イムレをトランシルヴァニア公とした。テケイは1690年頃に短期間トランシルヴァニアを統治したが、配下の将軍達がオーストリア軍に敗れると公国を離れた。
その間、ミハーイ2世の側近達は神聖ローマ皇帝レオポルト1世と協定を結び、皇帝から公国の行政、経済、文化における独立と宗教の自由を認められた。皇帝はさらにミハーイ2世をトランシルヴァニア公と認め、公国の議会は1691年、幼いミハーイが成人するまで国政を司る行政委員会を設置した。委員会には、バーンフィ・ジェルジが最高責任者として、ベトレン・ミクローシュが大法官として、ベトレン・ゲルゲイが軍司令官として、ハレル・ヤーノシュが財務長官としてそれぞれ席を占めた。
予想されるトルコ人の攻撃と、トランシルヴァニアの自治権を制限しようとするオーストリアの計画から公国を守るため、ミハーイ2世は大法官の助言を受けて、同じプロテスタント君主であるイングランド王兼オランダ総督ウィリアム3世とブランデンブルク選帝侯フリードリヒ3世を自らの保護者であると宣言した。
イングランドとネーデルラントはレオポルト1世に圧力をかけてトルコとの戦争（大トルコ戦争）を終わらせ、和平条約でトランシルヴァニアの自治権を尊重する内容を盛り込むことを提案した。すなわち、トランシルヴァニアは、ハプスブルク帝国とオスマン帝国の共同宗主権と覇権国の支配の下でミハーイ2世に統治されるのが望ましいとしたのである。こうした提案を踏まえ、1698年まで和平条約締結のための交渉が続けられた。
しかし、ハプスブルク帝国はイングランドとネーデルラントに保護されたトランシルヴァニアが、自らの王朝国家の脅威になりかねないことを認識していた。和平交渉が進展していく一方で、ハプスブルク帝国政府はトランシルヴァニア公国における自らの地位を強めていった。1692年、ミハーイ2世は彼の結婚に関して起きた紛争について釈明するべくウィーンに召喚され、そのまま抑留されてレオポルト1世にトランシルヴァニアの統治権を譲ることを強要された。トランシルヴァニアは1695年に8000人からなるオーストリアの軍勢によって占領され、1696年には軍司令官による支配体制がしかれた。1699年のカルロヴィッツ条約でトランシルヴァニアはハプスブルク家が領有することが正式に認められ、ハプスブルク帝国の一部を形成した。
ミハーイ2世は皇帝から年金を与えられてウィーンに居を定め、1713年に36歳で死んだ。
| 爵位・家督                 | 爵位・家督                           | 爵位・家督                  |
| -------------------------- | ------------------------------------ | --------------------------- |
| 先代 アパフィ・ミハーイ1世 | トランシルヴァニア公 1681年 - 1692年 | 次代 オーストリアによる領有 |